# Фатхобод (Таджикабадский район)
Фатхобод (тадж. Фатҳобод) — деха́ (сельский населённый пункт) в Таджикабадском районе РРП Таджикистана. Входит в состав сельской общины (джамоата дехота) Калаи-Лабиоб. Расстояние от села до центра района (пгт Таджикабад) — 3 км, до центра джамоата (пгт Таджикабад) — 3 км. Население — 3389 человек (2017 г.), таджики. Население в основном занято сельским хозяйством (животноводство и растениводство). Земли орошаются главным образом водами горных источников.